# Issy-l’Évêque
Issy-l’Évêque ist eine französische Gemeinde mit 689 Einwohnern (Stand 1. Januar 2022) im Département Saône-et-Loire in der Region Bourgogne-Franche-Comté.

## Geografie
Der Ort liegt im Süden des Morvan, wenige Kilometer vom Naturpark Morvan entfernt. Autun liegt etwa 45 km nordöstlich, Mâcon etwa 100 km südöstlich.
Durch den Ort führt die Départementsstraße D 26.

## Bevölkerung
| Bevölkerungsentwicklung | Bevölkerungsentwicklung | Bevölkerungsentwicklung | Bevölkerungsentwicklung | Bevölkerungsentwicklung | Bevölkerungsentwicklung | Bevölkerungsentwicklung | Bevölkerungsentwicklung | Bevölkerungsentwicklung |      |
| ----------------------- | ----------------------- | ----------------------- | ----------------------- | ----------------------- | ----------------------- | ----------------------- | ----------------------- | ----------------------- | ---- |
| Jahr                    | 1962                    | 1968                    | 1975                    | 1982                    | 1990                    | 1999                    | 2006                    | 2011                    | 2018 |
| Einwohner               | 1373                    | 1315                    | 1158                    | 1062                    | 1012                    | 907                     | 870                     | 805                     | 703  |

## Sehenswürdigkeiten
- Die Pfarrkirche Saint-Jacques-le-Majeur (Hl. Jakob) stammt aus dem 11. und 12. Jahrhundert. Sie ist als Monument historique klassifiziert.

## Persönlichkeiten
- Irène Némirovsky (1903–1942), Schriftstellerin, lebte während des Zweiten Weltkriegs zeitweise in Issy-l’Évêque.